# Jožef Košič
Jožef Košič (mađ.: Kossics József) (Bogojina ili Bagonya, Mađarska, danas Slovenija, oko 9. listopada 1788. - Gornji Senik ili Felsőszölnök, Mađarska, 26. prosinca 1867.) slovenski je pisac, etnolog, pjesnik, povjesničar i rimokatolički svećenik hrvatskog podrijetla.
Rođen je u Prekmurju, u Mađarskoj. Njegov otac je bio Jožef Košič varaždinski školmeštar (učitelj). Brat mu je bio Franjo Košič, također svećenik u Zagrebu. Majka mu je bila Ana Kregar, niža plemkinja iz mjesta Ivanci (Zalaivánd), kod Bogojine.
Pohađao je gimnaziju u Kisegu (mađ. Kőszeg) i Sambotelu (mađ. Szombathely). Bio je kapelan u Prekmurju,  Beltincu (Belatinc), Turnišću (Bántornya), Rogašovcima (Szarvaslak), i Svetom Jurju (Vízlendva). Svećeničku službu isprva je obavljao u Donjem Seniku (Alsószölnök; 1816. – 1829.), a zatim i u Gornjem Seniku (Felsőszölnök 1829. – 1867.) gdje je i umro u 80. godini života. Na groblju se nalazi njegov grob s pločom i natpisom na mađarskom jeziku. U crkvi mu je postavljena spomen-ploča, a i seniška osnovna škola nazvana je po njemu. Ta činjenica ima veliku važnost za očuvanje nacionalne svijesti u mađarskih Slovenaca. Košič se dosta zanimao za povijest, a pogotovo povijest Perkmurja.
Prvo svoje djelo napisao je na mađarskom, a naslovio ga je „Jesu li u Mađarskoj Vandali?“ (Vannak e Magyar Országban Vandalusok?), jer je držao da su Slovenci u Mađarskoj potomci Vandala. 
Monografija O Vendima i Totima u Mađarskoj (A Magyar Országi Vendus-Tótokról 1824. – 28.)  prvo se pojavila anonimno u Beču 1824. godine, a zatim pod pravim imenom u novinama "Tudmányos gyűjtemény" (Znanstvena zbirka) 1828. godine.

1829. godine pojavila se i na njemačkom. Na slovenskom jeziku pojavila se tek 1992. godine. Djelo govori također o Slovencima u Mađarskoj.
Košič se u svojim djelima služio štajerskim govorom i kajkavskim narječjem.

## Djela
- O Vendima i Totima u Mađarskoj (A Magyar Országi Vendus-tótokról, 1824. – 28.)
- Kratka mađarska gramatika (Krátki Návuk Vogrszkoga jezika za Zacsetnike, 1833.)
- Križni put u 14 postaja (Krizsna pout na XIV. stácie ali posztojaliscsa, 1843.)
- Starine Železnih i Zalaskih Slovenaca (Sztarine 'seleznih ino szalaszkih Szlovenczov, 1845.)
- Obrađen Slovenac is Slovenka kod Mure i Rabe (Zboriszani Szloven i Szlovenka med Műrov i Rábov, 1845. – 48.)
- Povijest mađarskog kraljevstva (Zgodbe vogerszkoga králesztva, 1848.)
- Isuse, moja žudnjo (Jezus moje po'selenje 1851.)